# Văleni (Vaslui)
Văleni is een Roemeense gemeente in het district Vaslui.
Văleni telt 4715 inwoners.